# Frösö kyrka
Frösö kyrka är en kyrkobyggnad på Frösön i centrala Jämtland. Kyrkan är församlingskyrka i Frösö, Sunne och Norderö församling i Härnösands stift. Det är en populär vigselkyrka och turistattraktion. Vid kyrkan ligger tonsättaren Wilhelm Peterson-Berger begravd.

## Kyrkobyggnaden
Kyrkan uppfördes under 1200-talet, men redan tidigare fanns en kyrka i socknen som troligen var ett gårdskapell. Den var en träkyrka som hette Västerhus kapell och uppfördes troligen i mitten av 1000-talet. Träkyrkan ersattes med en liten romansk stenkyrka med långhus, smalare kor och en projekterad aldrig utbyggd absid. Västerhus kapell låg några kilometer mot väster, och resterna av den försvann när Frösö flygplats byggdes. 
Under 1200-talet tillkom nuvarande kyrkobyggnad och de båda kyrkorna användes parallellt till troligen slutet på 1300-talet. Frösö medeltidskyrka hade långhus med rakt avslutat smalare kor och ett ansenligt torn. Den medeltida kyrkan ombyggdes på 1700-talet. Tornet raserades delvis och nederdelen utgör idag kyrkans vapenhus. Fönster och dörrar förstorades, flyttades och nya upptogs. 1898 utbröt en svår brand när man försökte löda fast en åskledare vid kyrkans tak. Att åskledarna monterades var ett krav från försäkringsbolaget, då kyrkan skulle försäkras till ett högre värde. Föga mer än murarna återstod, men man lyckades rädda alla inventarier. Kyrkan återuppfördes delvis till sitt forna utseende. Vid renoveringen 1929–1930 knöt man ännu fastare an på ett återgående till 1700-talets kyrka, en medeltida kyrka danad av 1700-talets renoveringar. Cirka 1970 tillkom en mindre tillbyggnad mellan sakristia, kor och långhus. En mindre tillbyggnad vid vapenhusets nordsida tillkom cirka 1984.

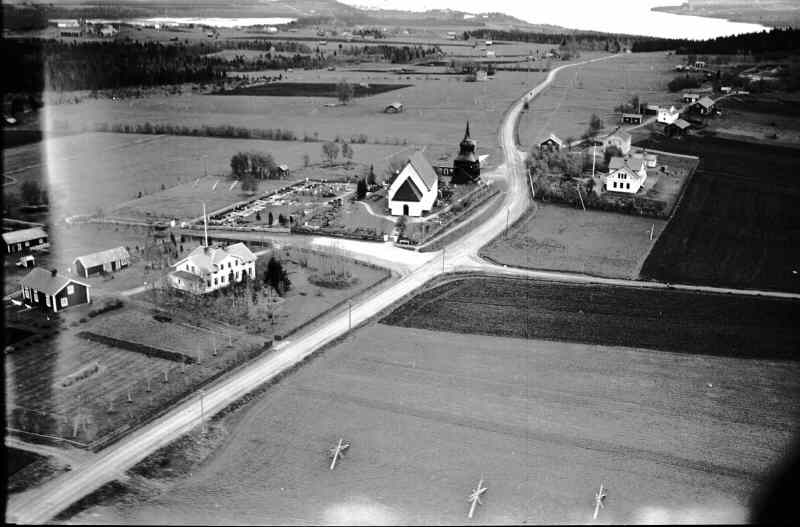
Flygfoto från 1937
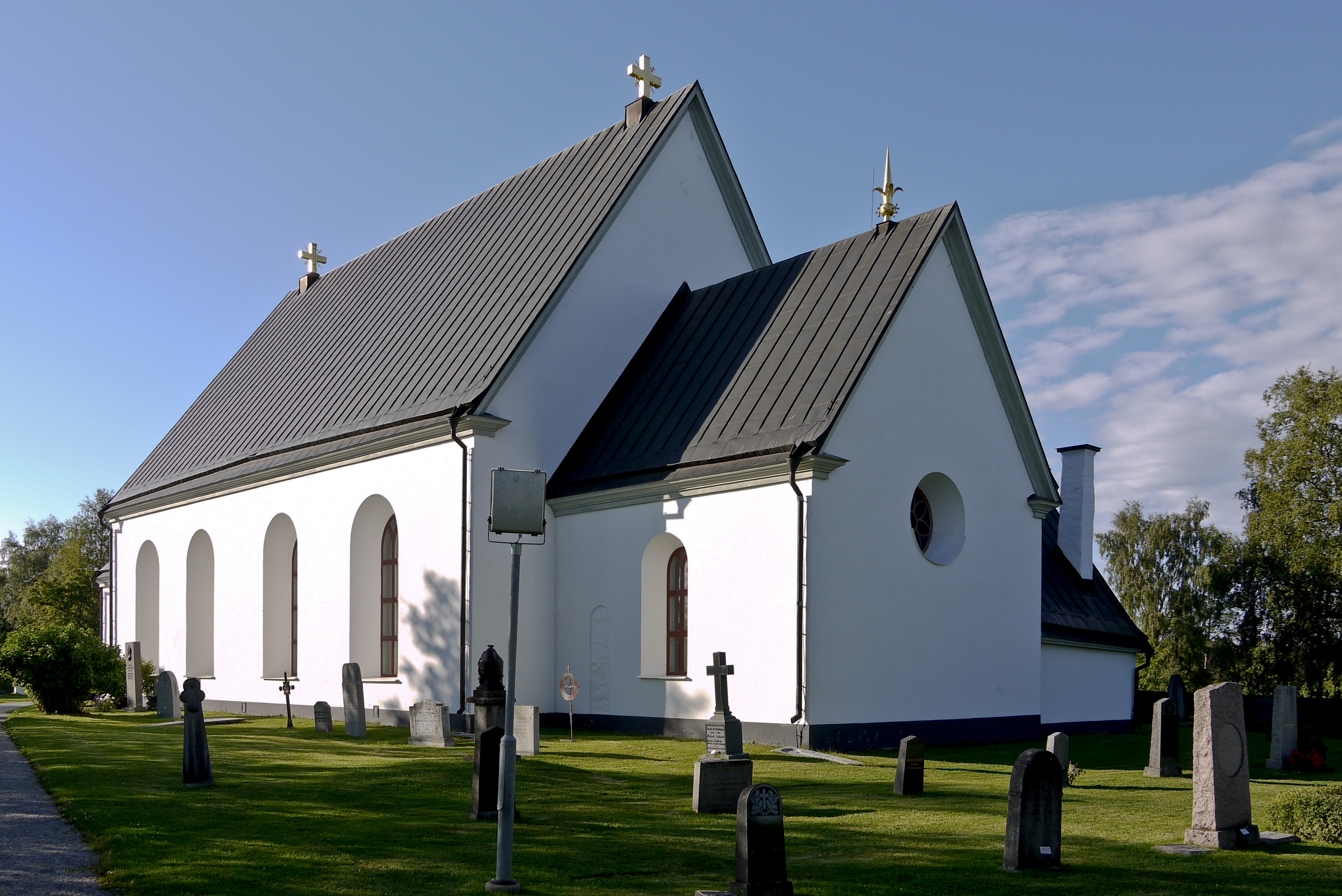
Exteriör från sydost
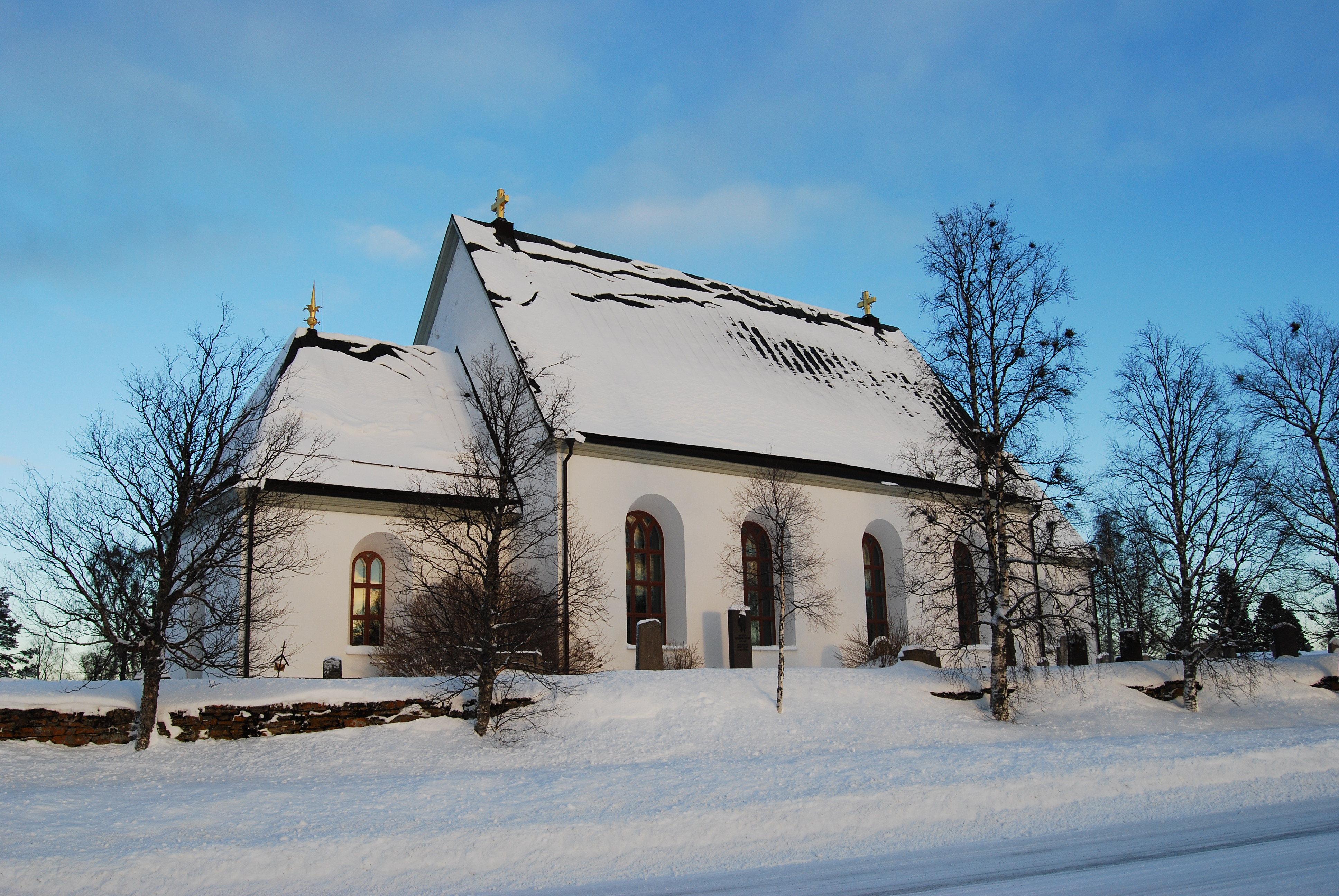
Exteriör från sydväst

## Inventarier
- Dopfunten i kalksten skänktes till kyrkan 1698 av kapten Treffenberg och hans fru.
- Altaruppsättning med altartavla tillkom 1708. Altarringen tillkom 1778.
- Predikstolen i rokoko tillverkades 1781 av bildhuggaren Johan Edler den äldre
- Första orgeln invigdes 1857 och var byggd av orgelbyggaren Johan Gustaf Ek från Torp i Medelpad. Orgeln har sedan dess genomgått flera ombyggnader. Senaste gången var 1951 och arbetet utfördes av den danska orgelbyggarfirman Marcussen & Søn. Orgeln har 27 stämmor och 1772 pipor.

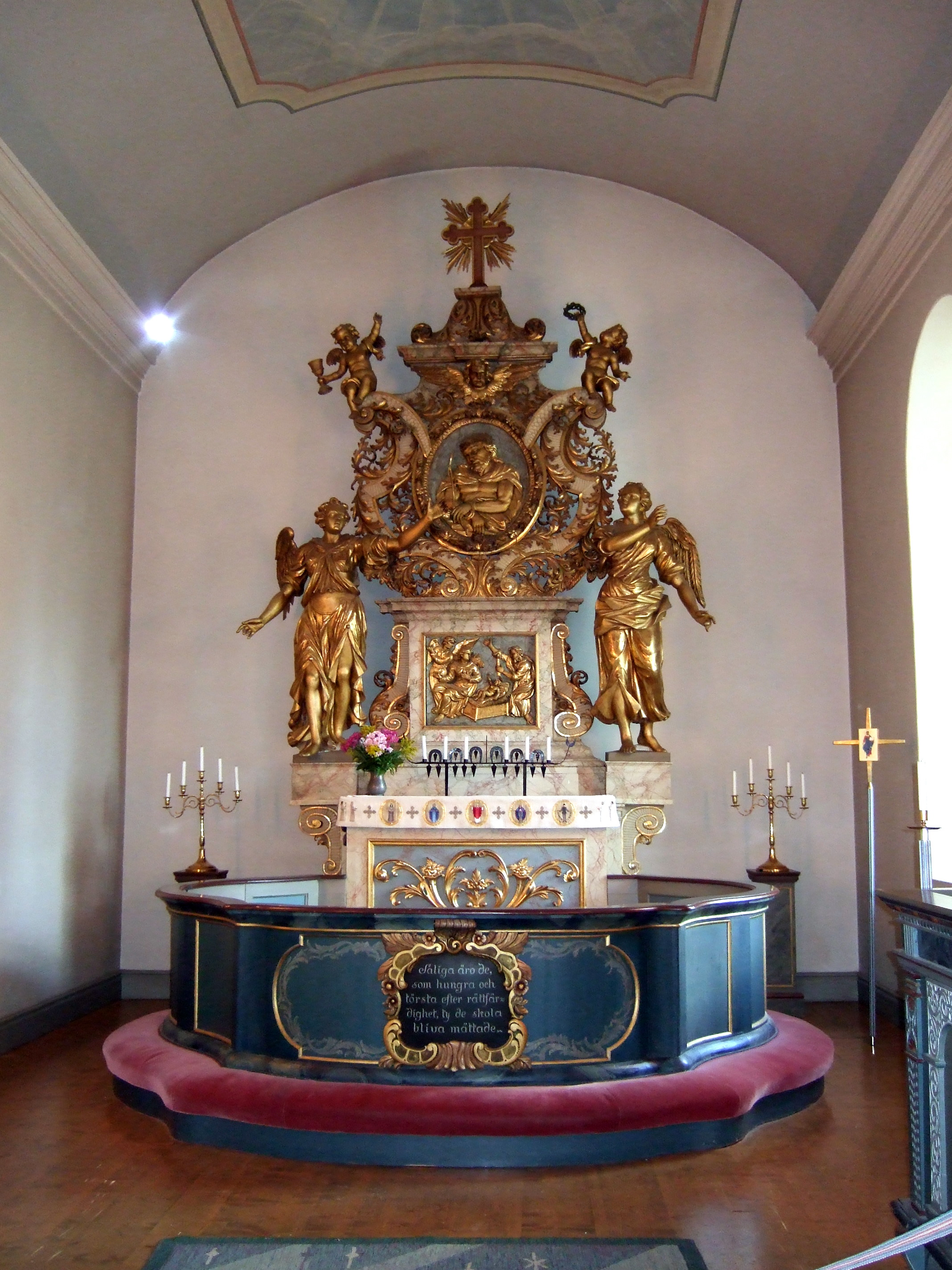
Altartavlan
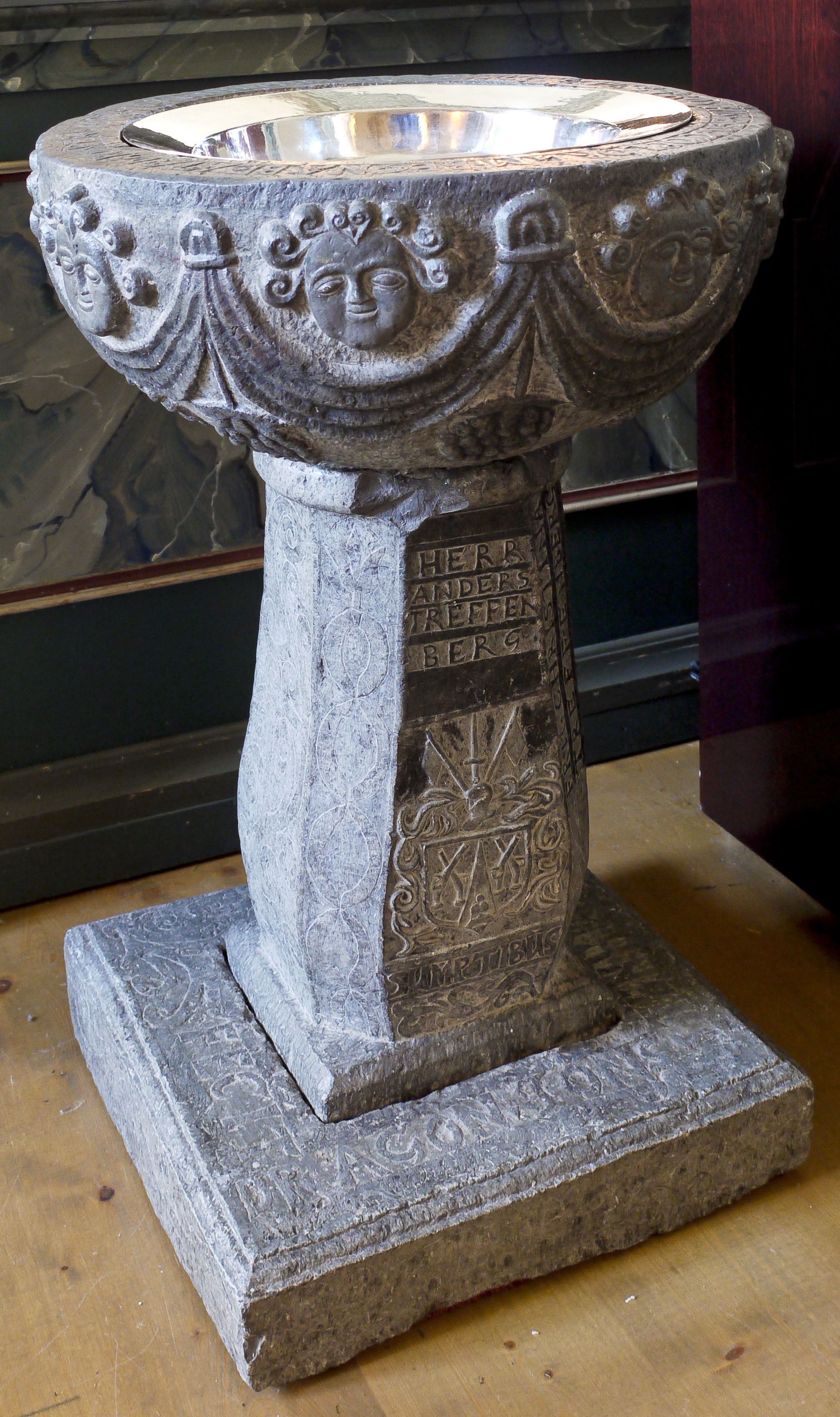
Dopfunt, 1698
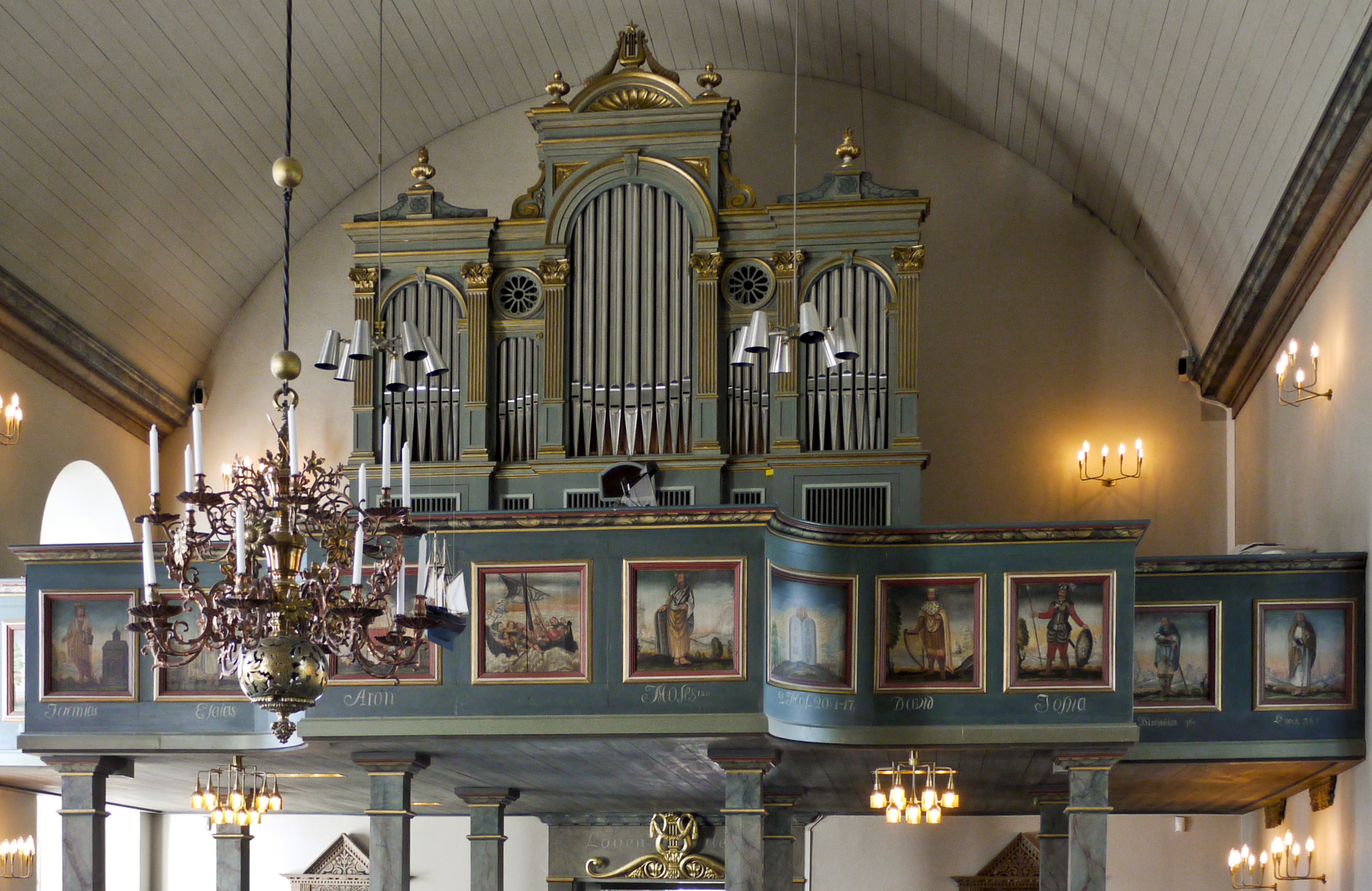
Orgel
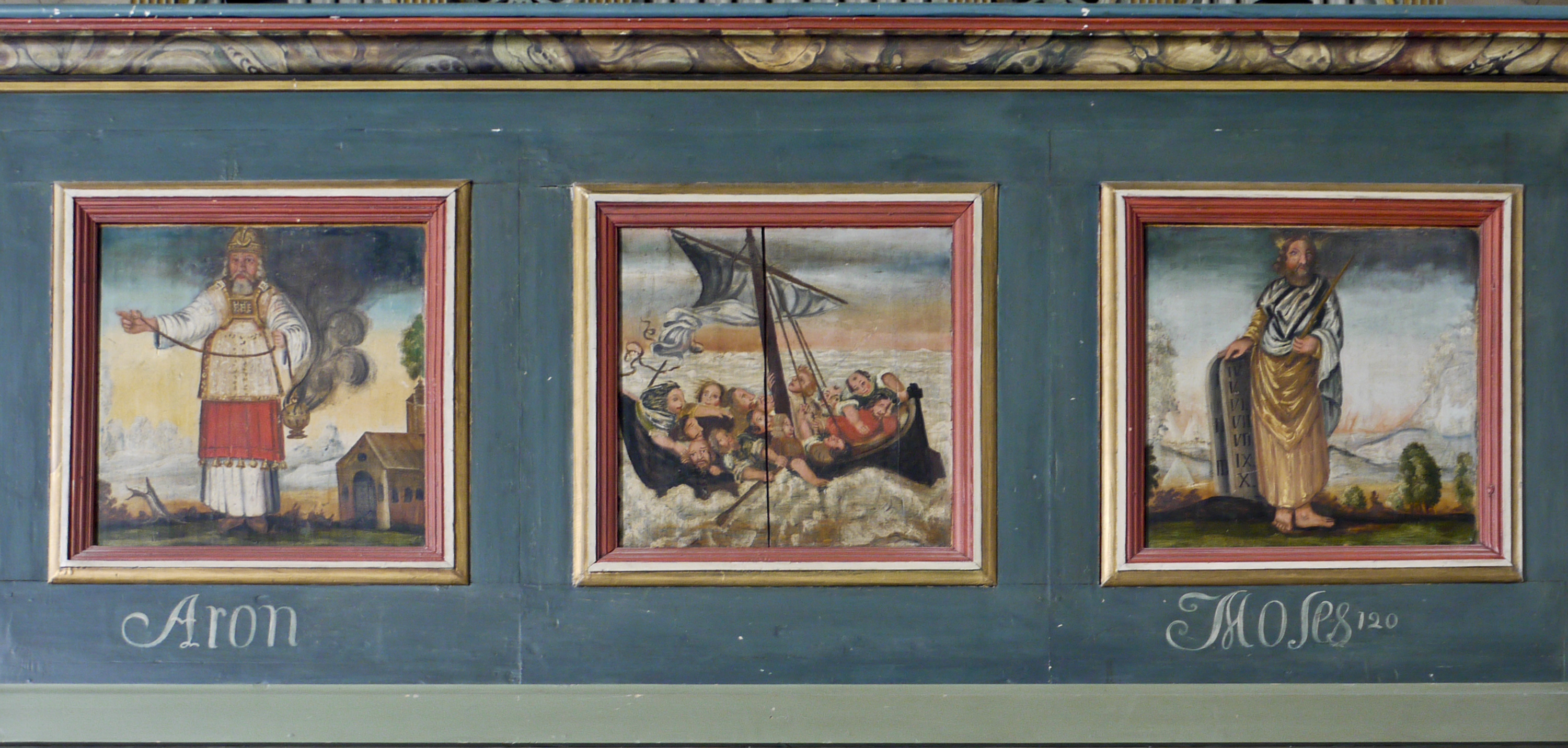
Målningar på orgelläktaren
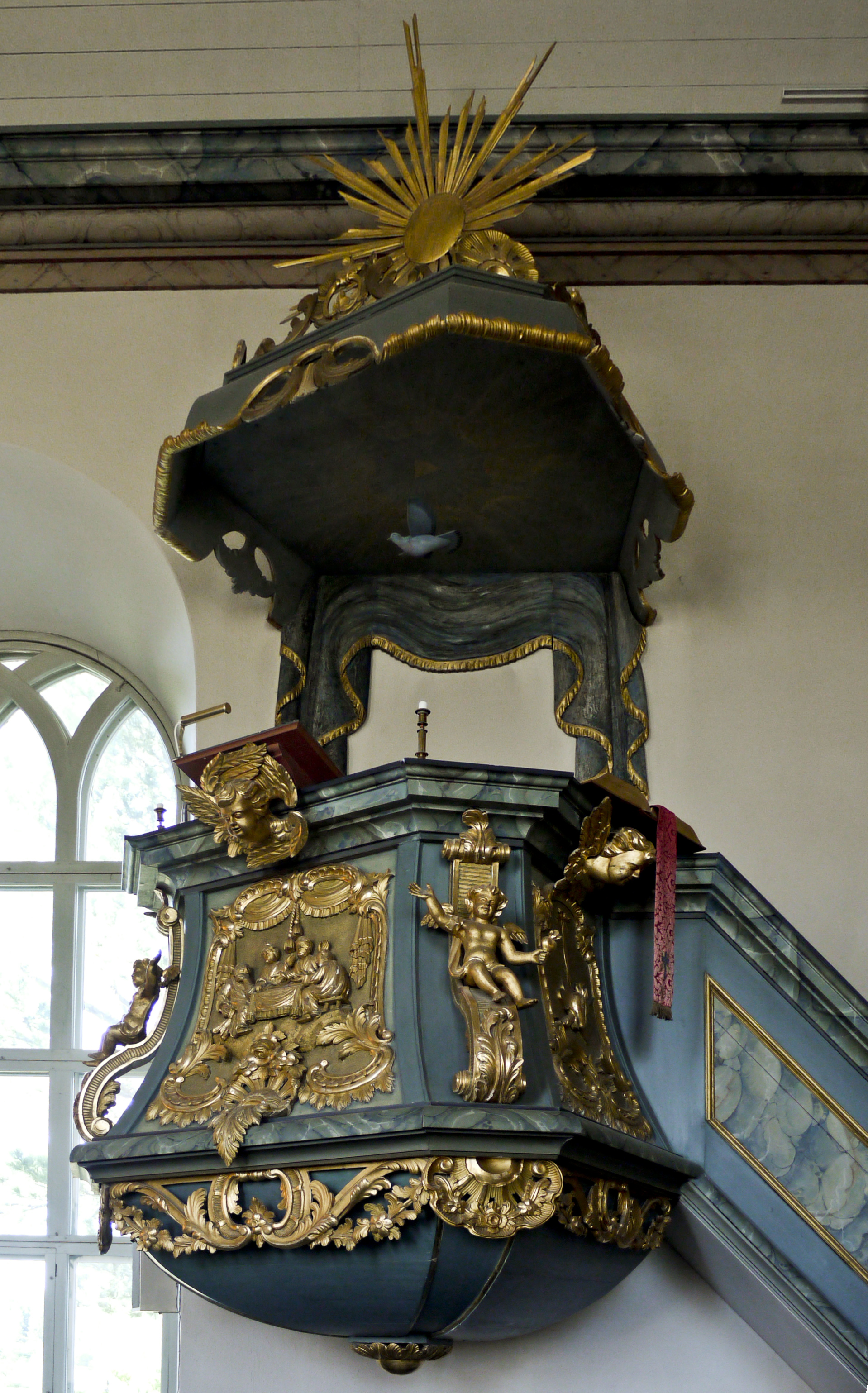
Predikstol, 1781
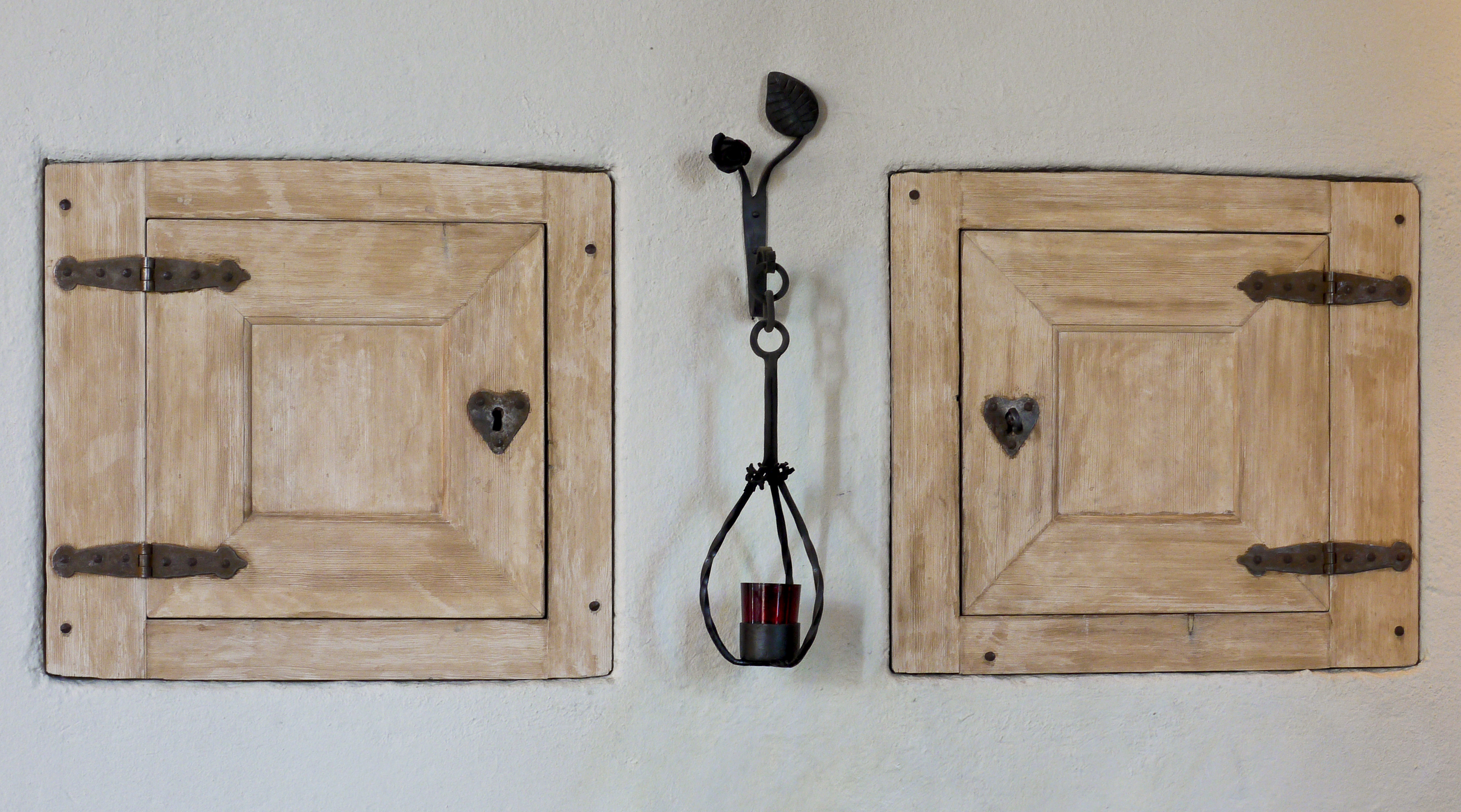
Detalj

## Medeltida vallfartskyrka
Relikskrinet i koret är från 1200-talet. De två helgonbilderna, Jungfru Maria och Olav den helige, påminner om kyrkans betydelse som pilgrimskyrka vid S:t Olavsleden.

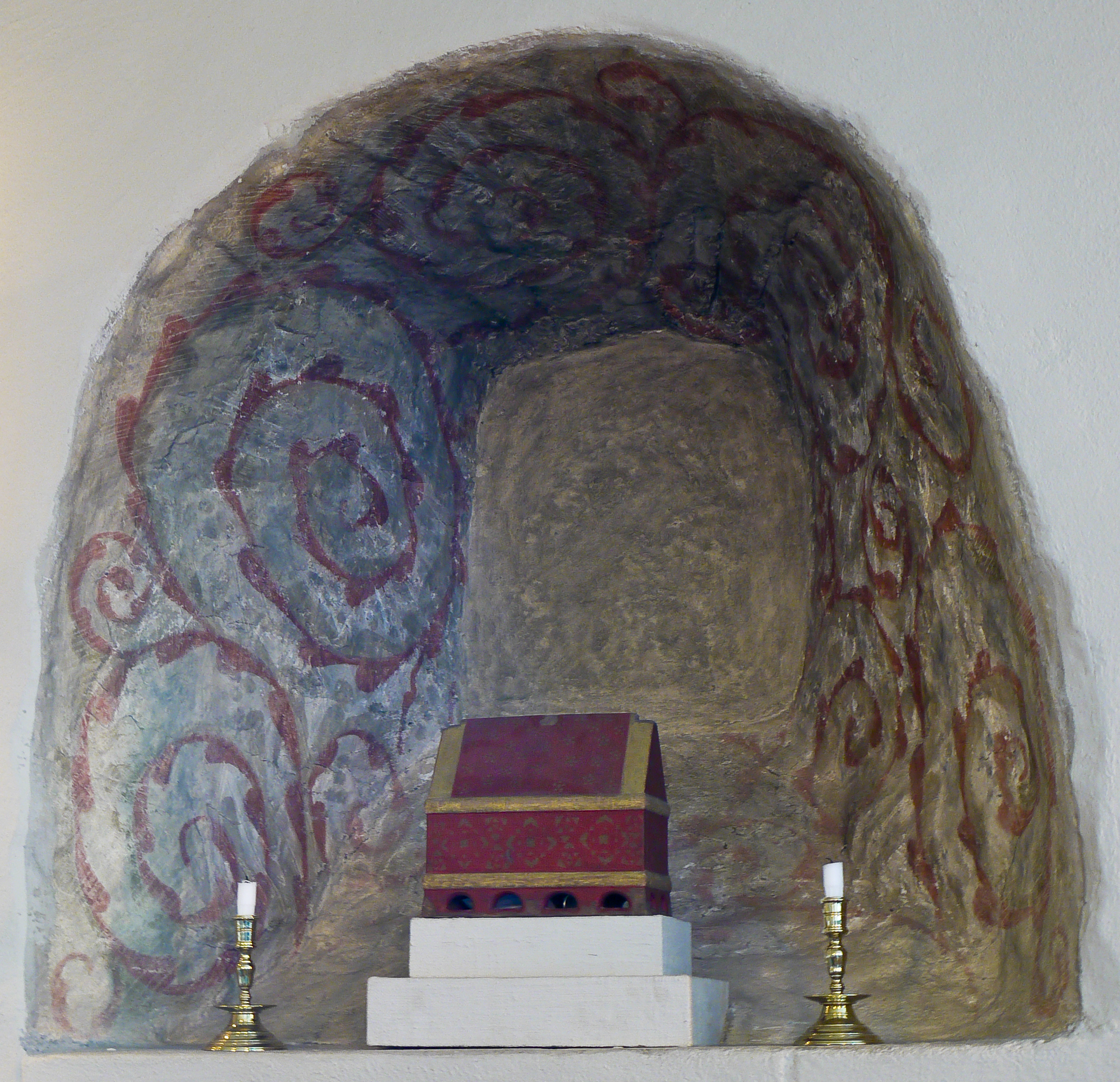
Relikskrin från 1200-talet
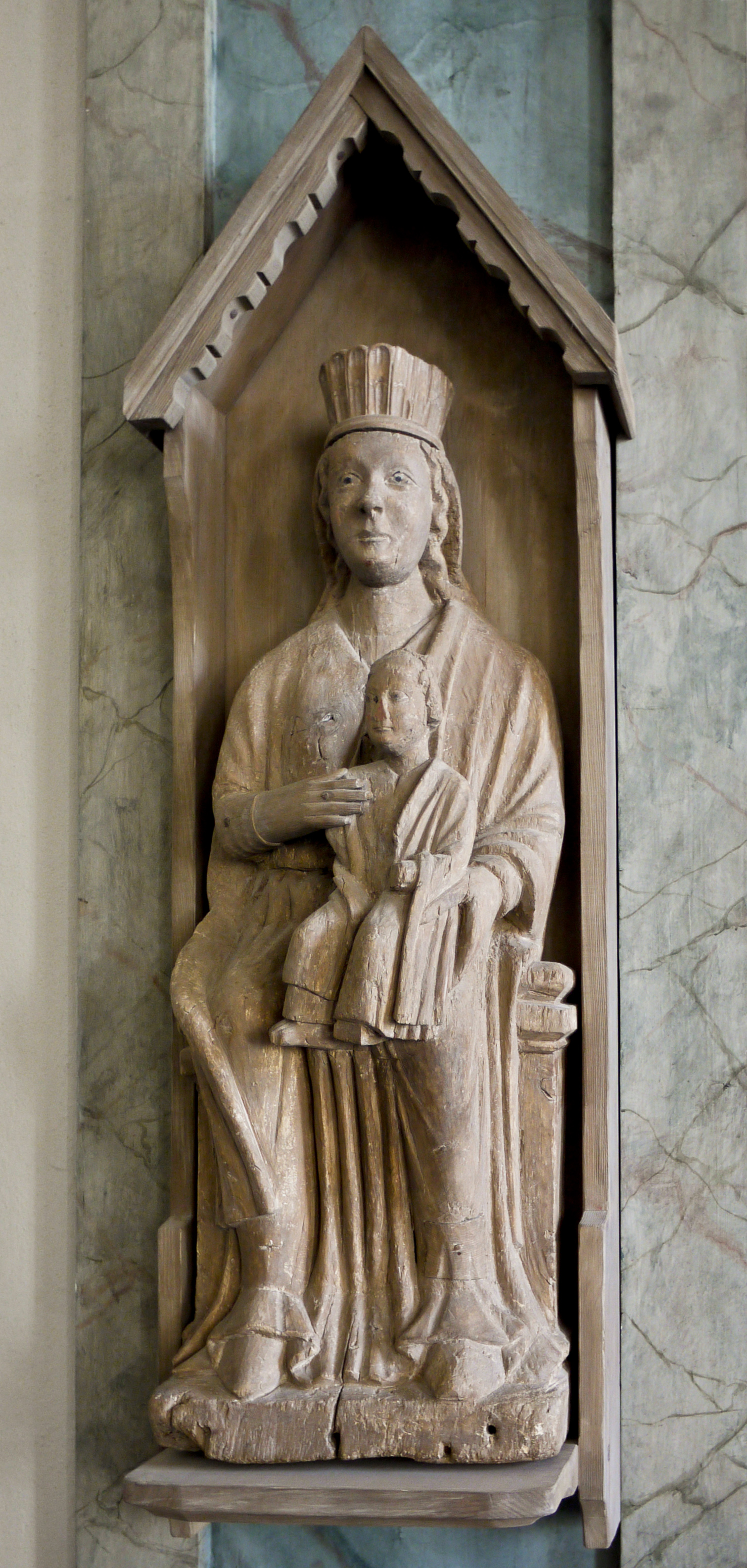
Jungfru Maria
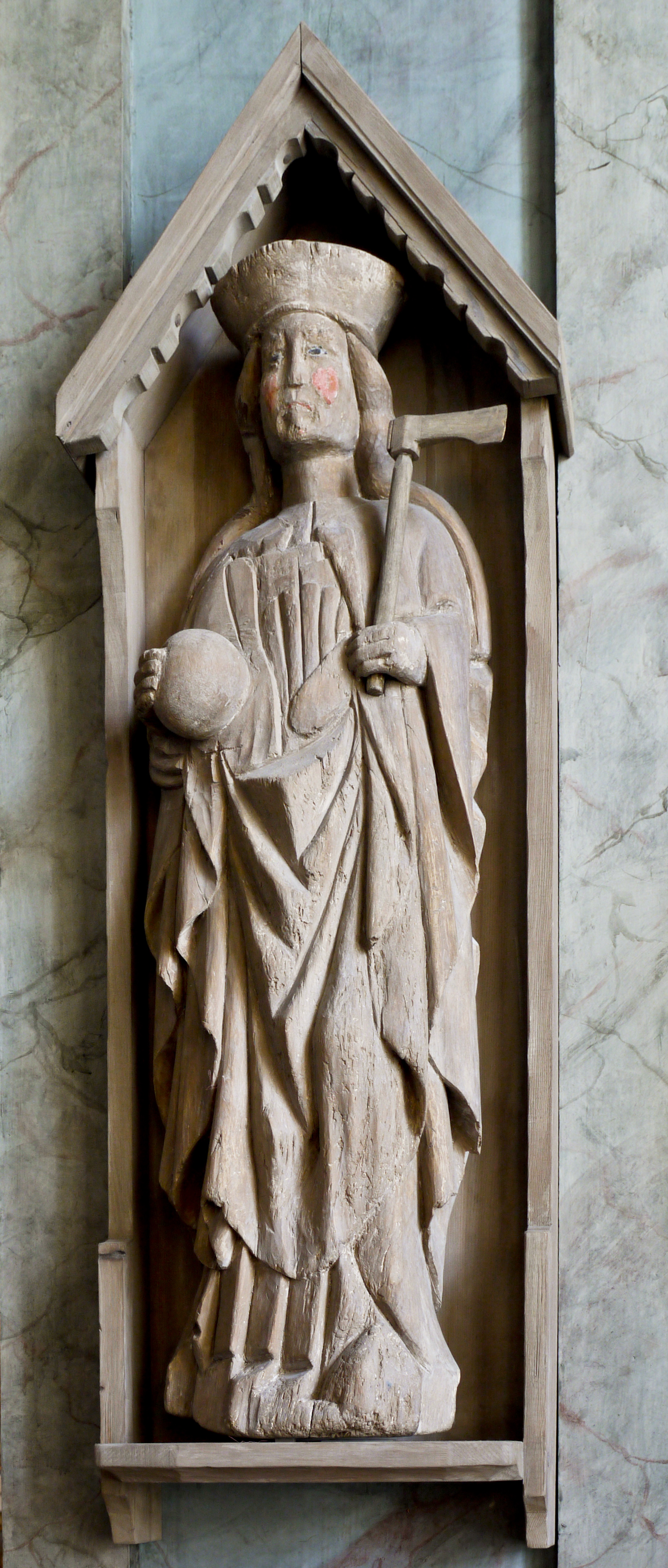
Olav den helige

## Klockstapeln
Nuvarande klockstapel uppfördes 1754 av Pehr Olofsson från Dillne by i Ovikens socken. Klockstapeln består underst av en bod. Ovanpå boden står tolv stolpar bekädda med kyrkspån som i sin tur bär upp ett åttakantigt tak, även det beklätt med spån. Ovanpå taket vilar en lökformad kupol med spira som är klädd med spån.
Storklockan är den så kallade Birgittaklockan. Enligt ett klockgjutarmärke på klockan göts den i Stockholm på 1300-talet. Heliga Birgitta ska enligt en gammal tradition ha passerat genom Frösön på sin pilgrimsfärd till Olav den heliges grav i Trondheim. Lillklockan dateras till 1700-talet och göts om 1749.

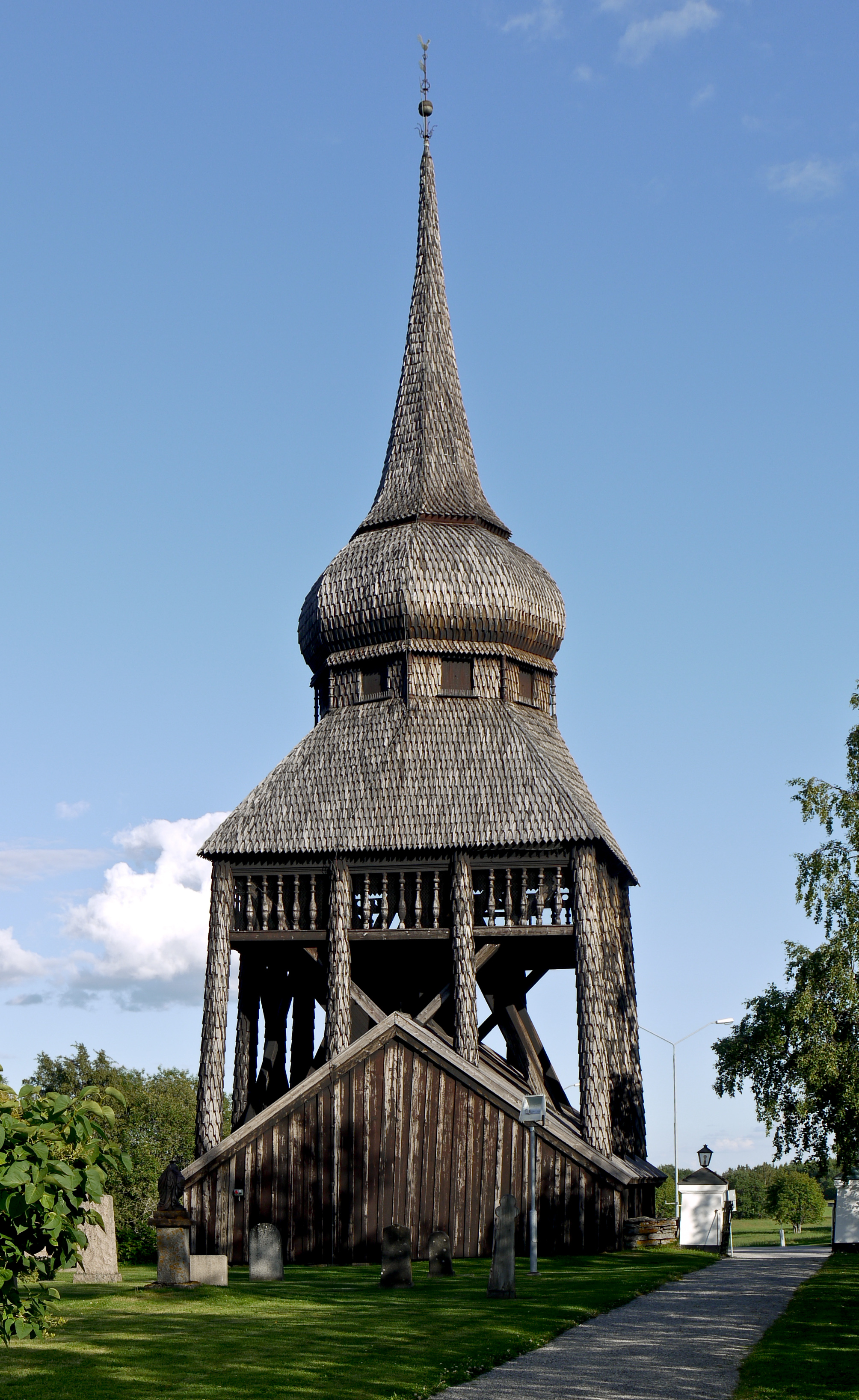
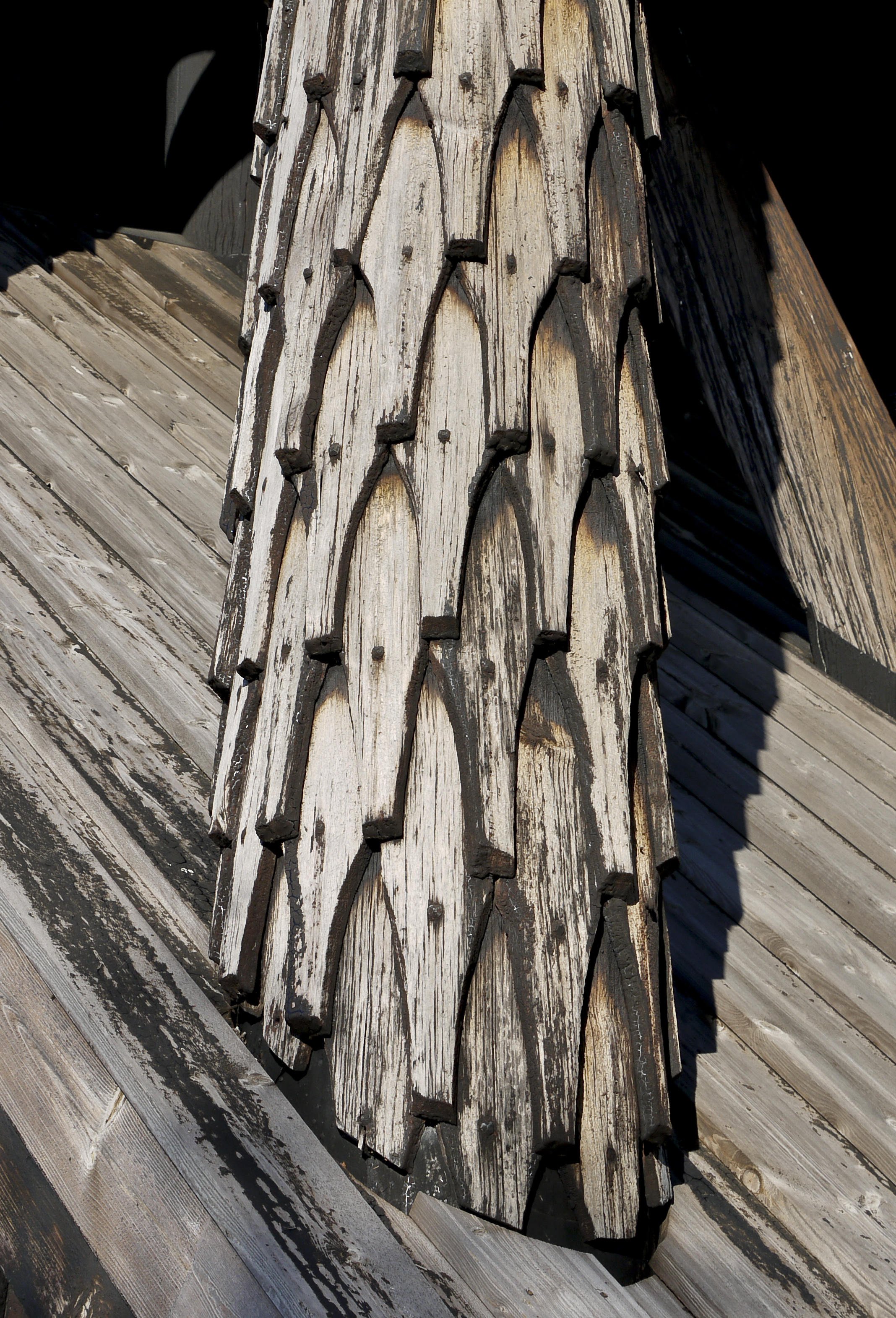

## Wilhelm Peterson-Berger

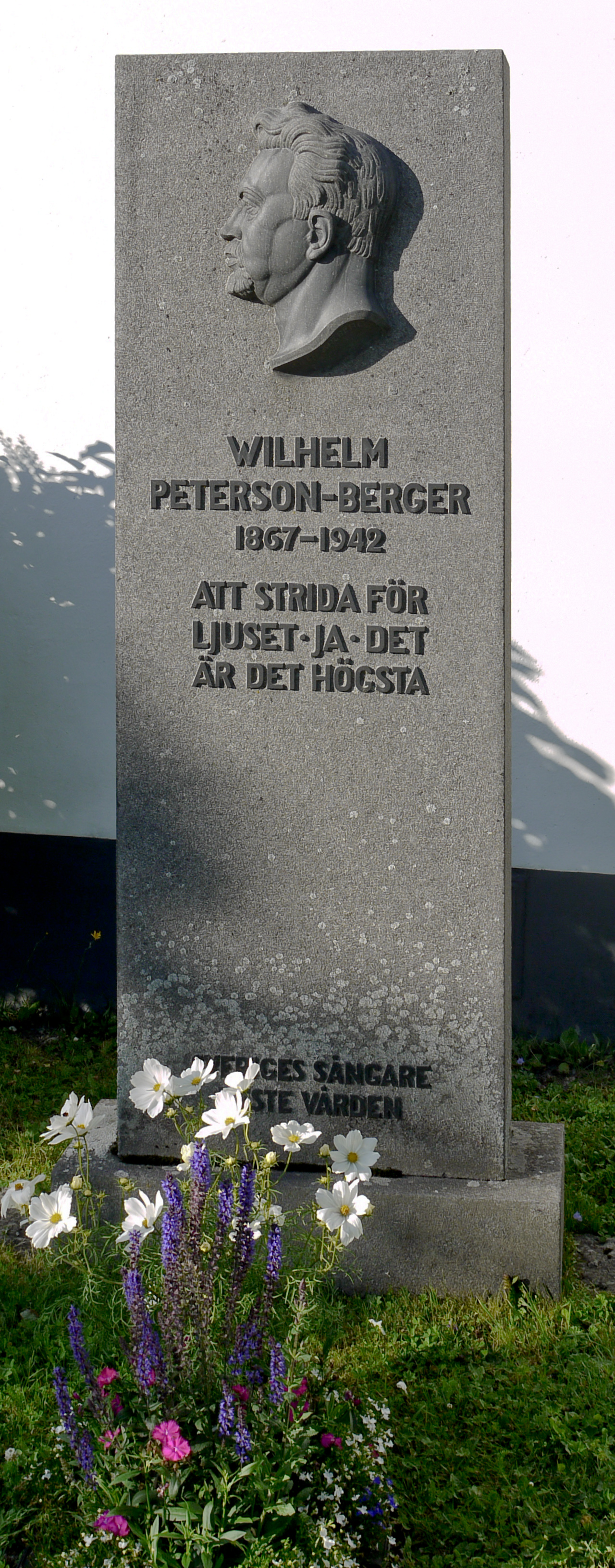
Peterson-Bergers gravsten vid Frösö kyrka.

Tonsättaren Wilhelm Peterson-Berger ligger begravd vid kyrkan som ligger inte långt ifrån hans hem Sommarhagen. Hans mest folkkära stycken har hämtat inspiration från trakten vid Frösö kyrka och ingår i samlingarna Frösöblomster 1-3, till exempel Vid Frösö kyrka och Sommarsång.

## Frösö sommarkyrka
Frösö sommarkyrka var ett arrangemang inom Frösö församling som rymdes inom ramarna för Svenska kyrkans vägkyrkor. Frösö Sommarkyrka var en utökad version av vägkyrka genom att också vara ett musikcafé, öppet varje dag i fem veckor, från och med en vecka efter midsommarhelgen. Musikcaféet fanns i sockenstugan mitt emot Frösö kyrka. I anslutning till caféet fanns också guidning av kyrkan samtliga dagar i veckan, vilket fortfarande lever kvar. 
Frösö sommarkyrka påbörjades 1961. Initiativet togs av bland andra Rune Odelberg, som engagerade ungdomar från trakten och medlemmar i kyrkans ungdomsgrupper att ställa upp med arbete på frivillig grund att driva ett sommarcafé i sockenstugan. Verksamheten utvidgades med tiden och kom så småningom att anställa ungdomar, även utifrån, utanför Frösön och Östersund. Bland de många som har arbetat i sommarkyrkan under åren finns psalm- och viskompositören Per Harling. Verksamheten tog också en ny riktning och under 1970-talet åkte sommarkyrkan runt på stränder, torg och andra platser för att sjunga, spela, samtala med människor, hålla andakter med mera, utöver caféverksamheten. 1990 nischade sig Frösö sommarkyrka med att driva ett musikcafé.
Från och med 2022 bedrivs ett pilgrimscenter i sockenstugan och hela området kring Frösö kyrka. Det är Frösö, Sunne och Norderö församling som driver det. Det innefattar bland annat ett café, informationscenter, shop, boende, andakter med mera. [källa behövs]

## Förhistoria
Vid arkeologiska utgrävningar som utfördes 1984 upptäcktes under koret rester av en förmultnad stubbe omgiven av djurben. De flesta benen kommer från brunbjörn, totalt fem eller sex individer. Andra djurarter som finns representerade är vildsvin, älg, får och/eller get, nötkreatur, kronhjort, ekorre, häst samt, i form av fragment, tamhöns, tjäder, lax och gädda. Unga individer dominerar bland tamdjuren. Benfyndets sammansättning i kombination med stubben gjorde att arkeologerna drog slutsatsen att man förmodligen hade hittat resterna av en offerlund där djuroffer hängts upp. Kol från marken omkring benen har med C14-metoden daterats till 920±140 e.Kr. medan trä från stubbens rötter daterats till 1060±75 e.Kr., vilket förmodligen var den tidpunkt då trädet dog. Frösö kyrka tycks alltså ha uppförts direkt på en hednisk kultplats, vilket är ett ovanligt tydligt exempel på kultplatskontinuitet.

## Modellförsäljning
Röda korset sålde 1944 modeller av kyrkan och klockstapeln för 9,50 respektive 7,50 kronor för att få in pengar till sin hjälpverksamhet bland barn, varav hälften skulle gå till Norge. NK och Åtvidabergsindustrier medverkade. 8000 modeller såldes på två veckor.